# Kokon
 For alternative betydninger, se Kokon (flertydig). (Se også artikler, som begynder med Kokon)
En kokon er det hylster som en larve laver, når den skal forvandle sig til en sommerfugl (dagsommerfugl) eller en natsværmer.